# .gh
.gh è il dominio di primo livello nazionale assegnato al Ghana.

## Domini di secondo livello
Sono disponibili i seguenti domini di secondo livello:
- .com.gh
- .edu.gh
- .gov.gh